# Gmina Obsza
Die Gmina Obsza ist eine Landgemeinde im Powiat Biłgorajski der Woiwodschaft Lublin in Polen. Ihr Sitz ist das gleichnamige Dorf mit 861 Einwohnern (2008).

## Gliederung
Zur Landgemeinde Obsza gehören folgende Ortschaften:
Babice, Dorbozy, Obsza, Olchowiec, Wola Obszańska und Zamch.